# B3GNT7
B3GNT7‏ (UDP-GlcNAc:betaGal beta-1,3-N-acetylglucosaminyltransferase 7) هوَ بروتين يُشَفر بواسطة جين B3GNT7 في الإنسان.